# Lorpiprazole
Lorpiprazole (INN) (tên thương hiệu Normarex) là một loại thuốc giải lo âu được bán trên thị trường của nhóm phenylpiperazine. Nó đã được mô tả như một chất đối kháng serotonin và chất ức chế tái hấp thu (SARI) trong cùng nhóm với trazodone, nefazodone và etoperidone.